# Ariadna octospinata
Ariadna octospinata là một loài nhện trong họ Segestriidae.
Loài này thuộc chi Ariadna. Ariadna octospinata được James P. Lamb miêu tả năm 1911.